# Lednicei kastély
A lednicei kastély (csehül: Zámek Lednice) romantikus stílusban épült egykori főúri rezidencia Csehországban, Brnótól délkeletre, Břeclav közelében. A kastély és környéke része az UNESCO a világörökség-listáján szereplő Lednice–valticei kultúrtájnak.

## Leírás
A kastély egy XIII. századi gótikus vár volt, melyet az 1500-as években építettek át reneszánsz stílusú kastéllyá. Száz évvel később barokkizálták és francia parkkal vették körül. 1846 és 1858 között lebontották és Wingelmüller építész tervei alapján neoromantikus szellemben, az angol gótika stílusban emelték fel a ma is látható kastélyt. A kastély utolsó gazdája 1945-ben költözött ki, ekkor került állami tulajdonba. Ebédlőjének mennyezete nemesfából készült. Fehér színű zeneterme, tükörterme fényesen csillog. A folyosókat faburkolat borítja. Csillárjai művészi alkotások, mind egyedi példány. A könyvtár csigalépcsőjét egyetlen tölgyfából faragták ki. A kastély mellett figyelmet érdemelnek a barokk istállók is, ahol híres ménest tartottak. A parkban található még a János-vár, a Három Grácia oszlopcsarnoka, a Határ-kúria és a halastó partján a 60 méter magas Minaret. Érdekessége, hogy nem török építésű, hanem a kastély urai építették 1802-ben. Ma kilátótoronyként funkcionál. A kastélyban gazdag fegyvergyűjtemény, porcelán múzeum és vadásztrófea-gyűjtemény található. A világörökséggé nyilvánított lednice–valticei kultúrtáj része.

## A park fái és cserjéi
A park legtöbb fája és cserjéje számozott táblácskával van ellátva. A számokhoz tartozó faj vagy fajta neveket a területen lévő ajándékboltokban vásárolható térképes ismertető tartalmazza latin név szerinti sorrendben, cseh köznapi nevükkel együtt. Az útmutató 100 növénynevet tartalmaz, de ennél tízes nagyságrenddel többféle fás szárú növény található a területen.

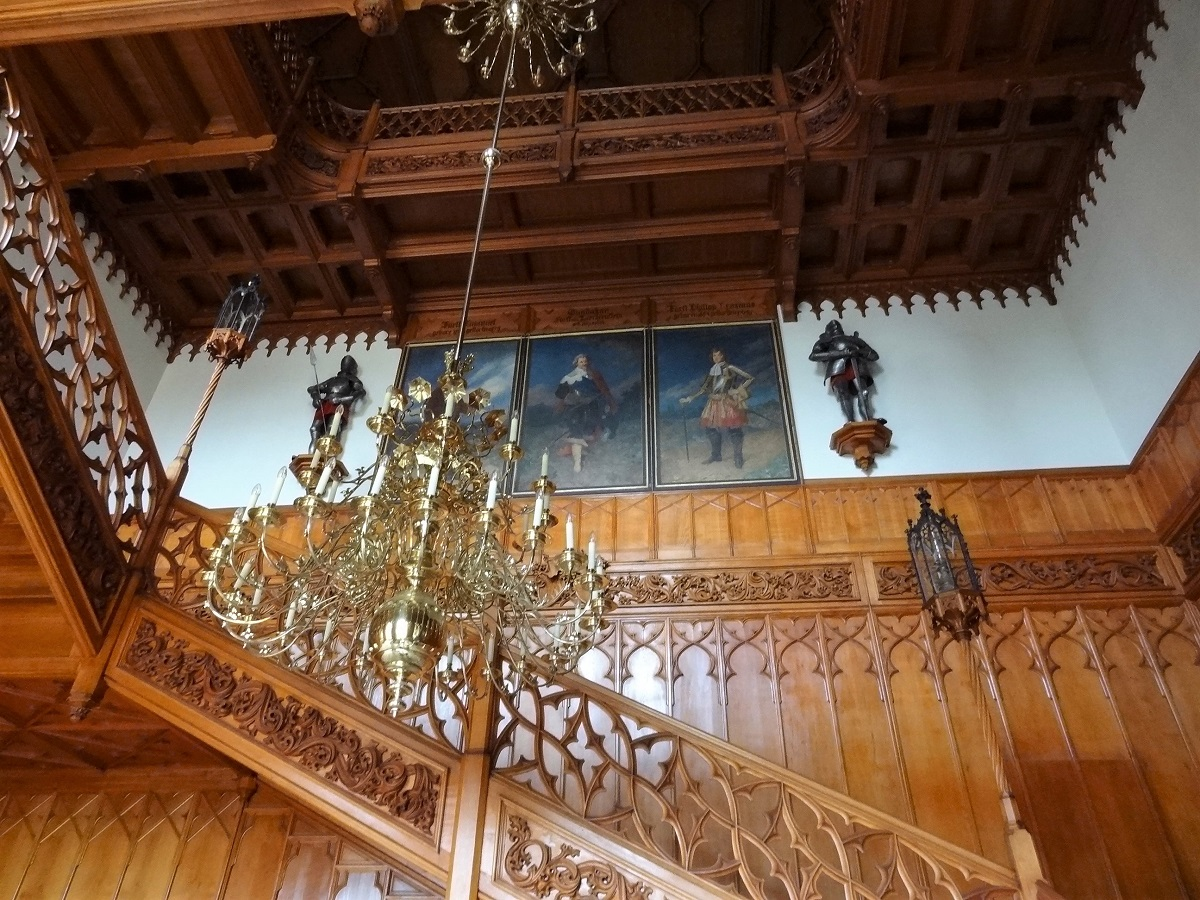
Faburkolatok és -lépcső

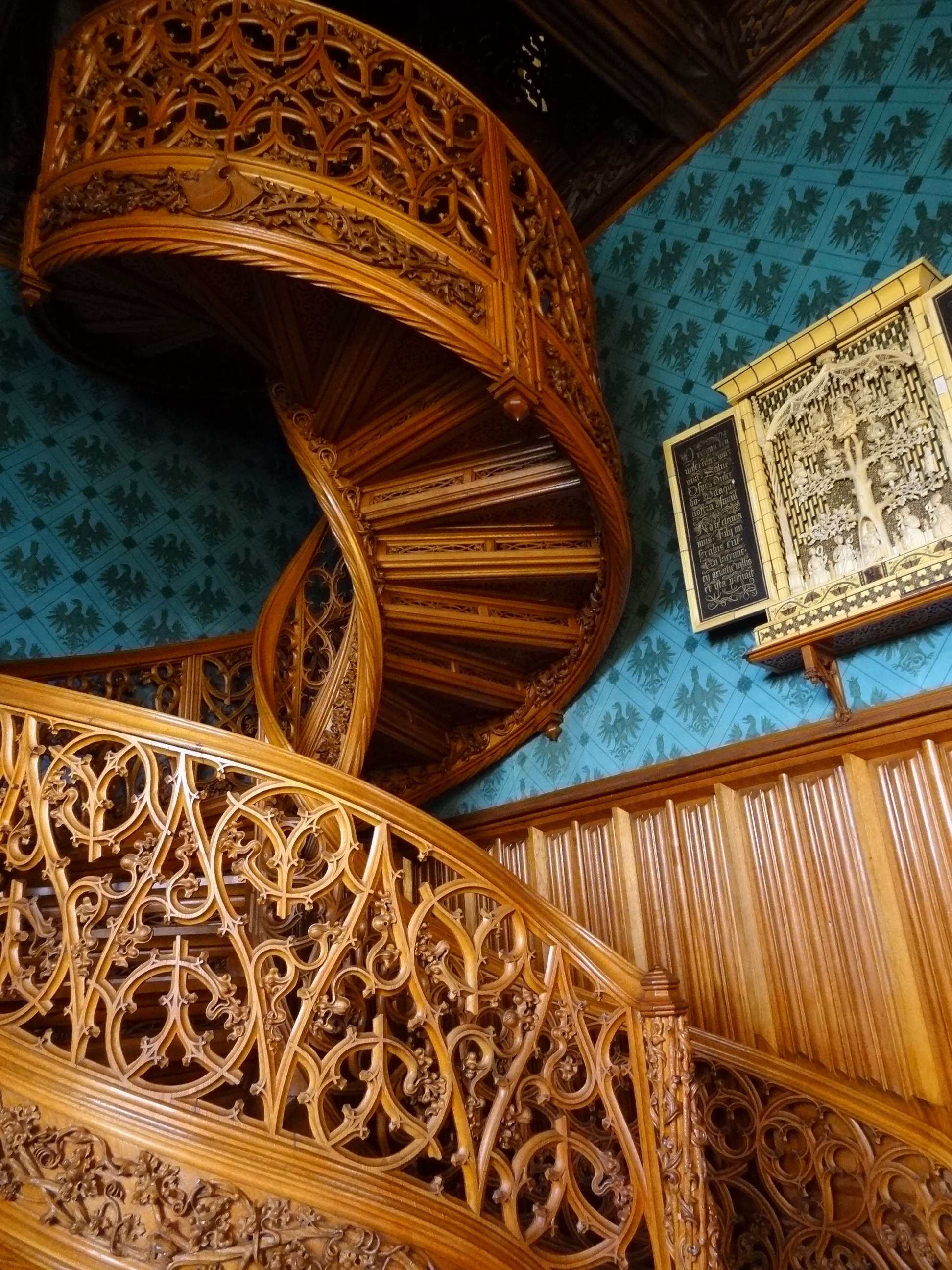
A könyvtár csigalépcsője

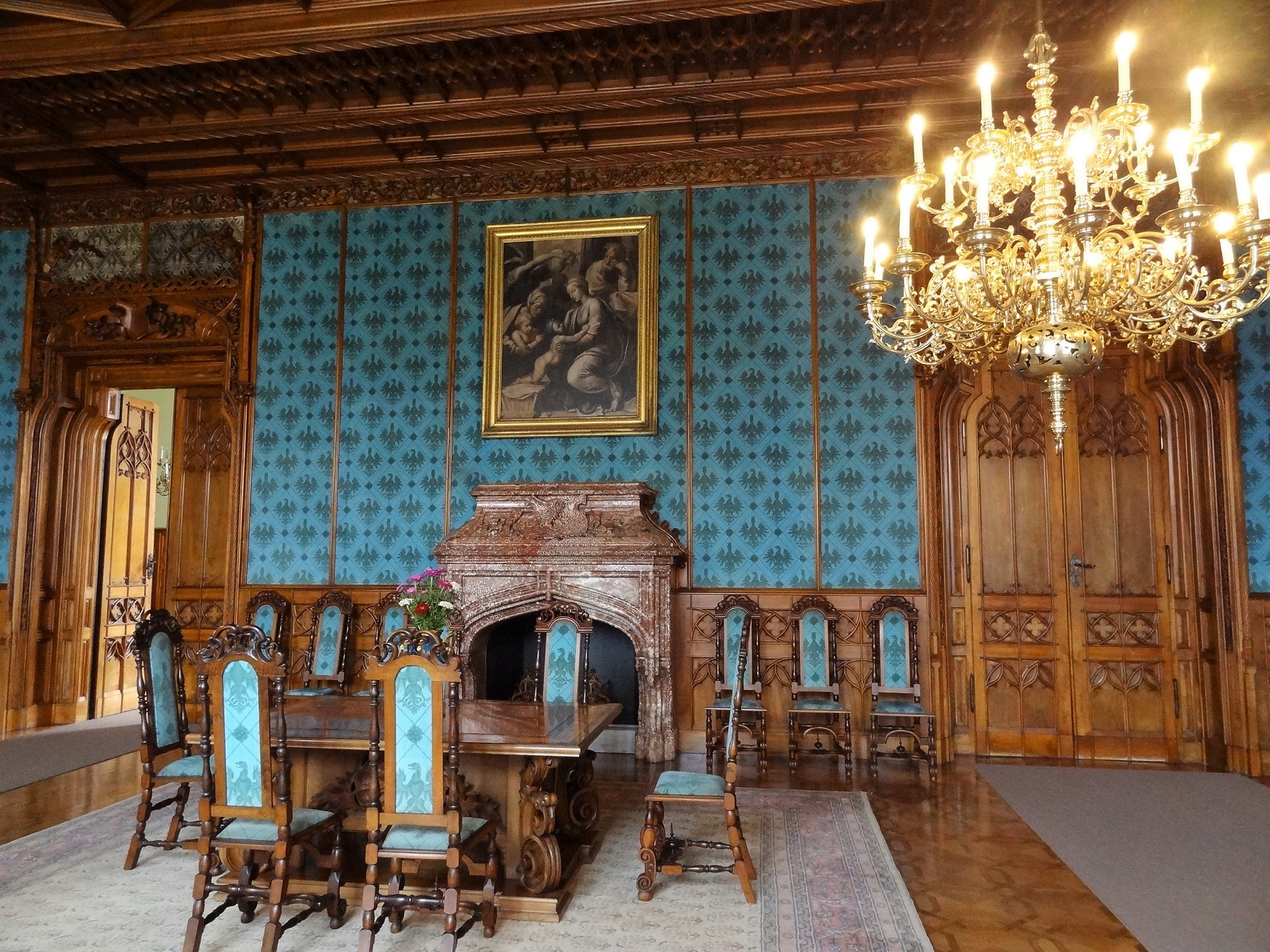
A kastély egyik terme

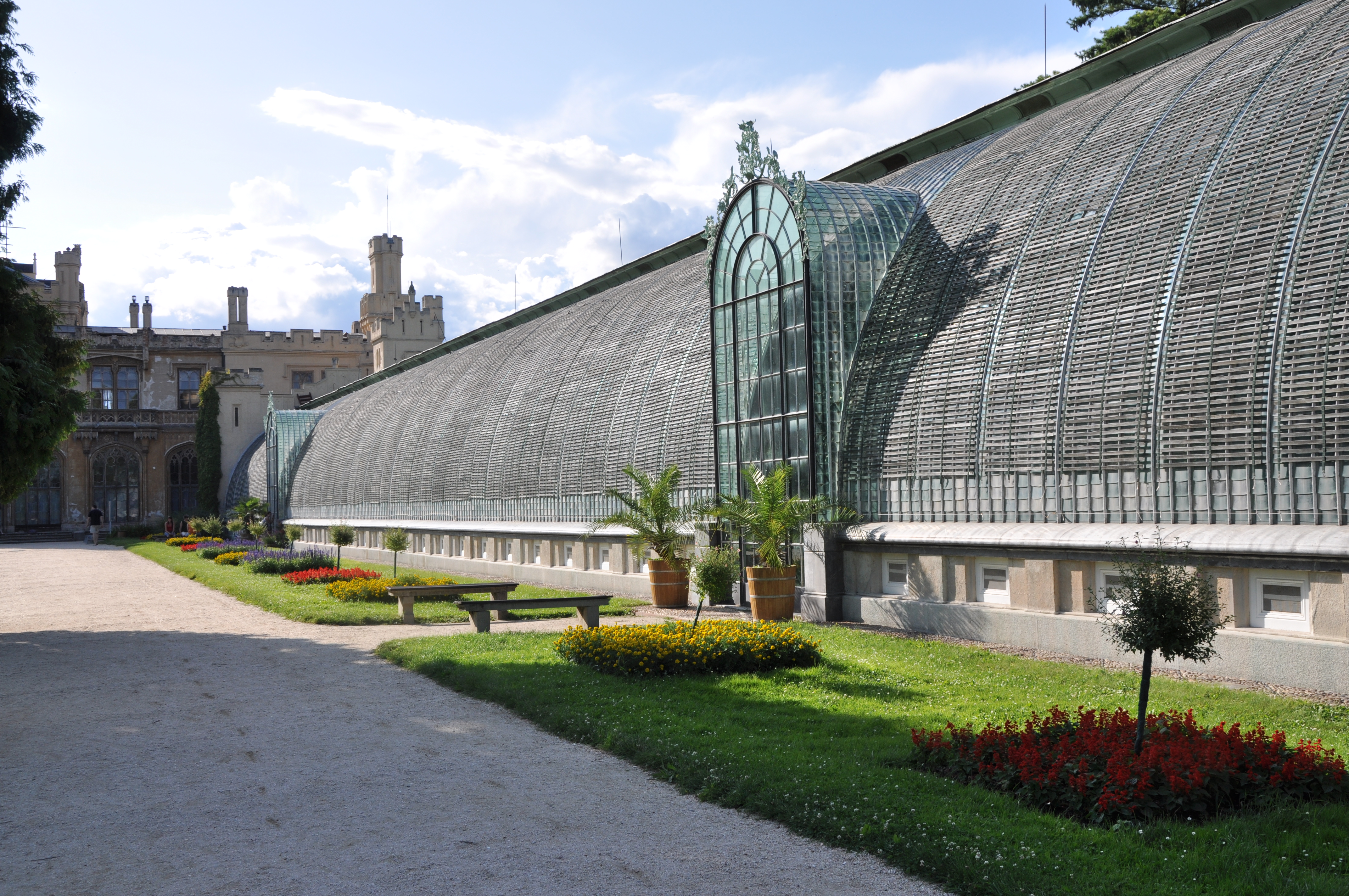
A pálmaház

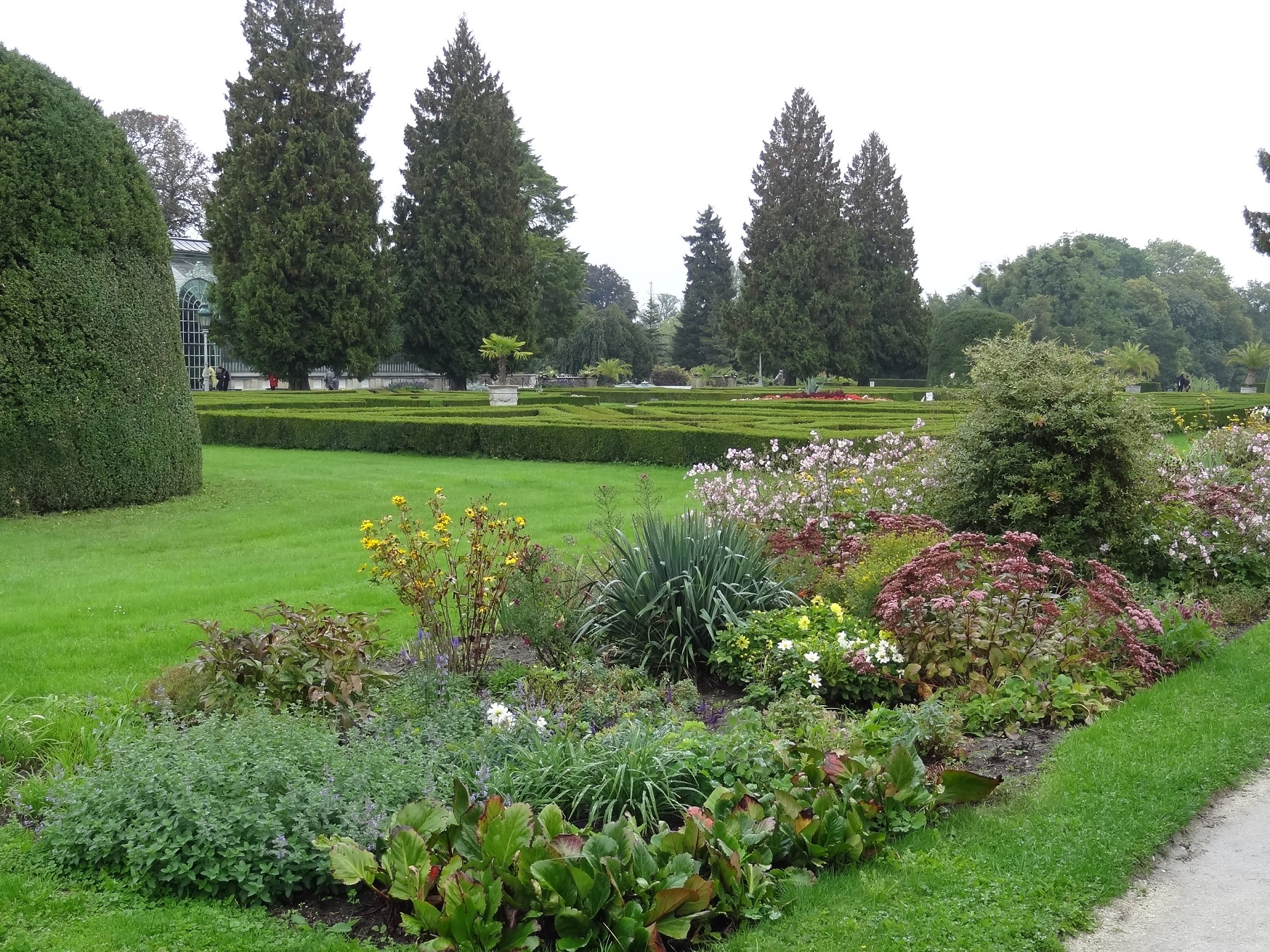
A park részlete

1. Amerikai duglászfenyő (Pseudotsuga menziesii)
2. Amerikai kőris (Fraxinus pennsylvanica)
3. Amerikai mocsárciprus (Taxodium distichum)
4. Amerikai mocsártölgy (Quercus palustris)
5. Amerikai sárgafenyő (Pinus ponderosa)
6. Amerikai tulipánfa (Liriodendron tulipifera)
7. Amerikai vasfa (Gymnocladus dioicus)
8. Amúri parásfa (Phellodendron  amurense  )
9. Balkáni páncélfenyő (Pinus leucodermis)
10. Barkócaberkenye (Sorbus torminalis)
11. Bozontos fenyő (Pinus aristata)
12. Bugás csörgőfa (Koelreuteria paniculata)
13. Császárhárs (Tilia x euchlora)
14. Csertölgy (Quercus cerris)
15. Ecetfa 'Dissecta' (Rhus typhina 'Dissecta')
16. Erdeifenyő (Pinus sylvestris)
17. Európai bükk (Fagus sylvatica)
18. Európai homoktövis (Hippophae rhamnoides)
19. Európai vörösfenyő (Larix decidua)
20. Ezüst hárs (Tilia tomentosa)
21. Ezüst hárs 'Petiolaris' (Tilia petiolaris) - T. tomentosa 'Pendula' syn. T. 'Petiolaris'
22. Fehér akác (Robinia pseudoacacia)
23. Fehér nyár (Populus alba)
24. Fekete dió (Juglans nigra)
25. Feketefenyő (Pinus nigra)
26. Foszlókérgű tuja (Thuja standishii)
27. Fürtös gyöngycserje (Exochorda racemosa )
28. Görög jegenyefenyő (Abies cephalonica)
29. Havasi cirbolyafenyő (Pinus cembra)
30. Hegyi juhar (Acer pseudoplatanus)
31. Higancseresznye 'Pendula' (Prunus subhirtella 'Pendula')
32. Hússzínű vadgesztenye (Aesculus x carnea)
33. Japán lepényfa (Gleditsia japonica)
34. Japán varázsmogyoró (Hamamelis japonica)
35. Jedói cseresznye (Prunus x yedoensis)
36. Kaliforniai nagymagvú tiszafa (Torreya californica)
37. Kanadai fekete luc (Picea mariana ((Mill.) B. S. P.))
38. Kanadai hemlokfenyő (Tsuga canadensis)
39. Kaukázusi jegenyefenyő (Abies nordmanniana)
40. Kaukázusi luc vagy keleti luc (Picea orientalis)
41. Kaukázusi szárnyasdió (Pterocarya fraxinifolia)
42. Keskenylevelű kőris (Fraxinus angustifolia)
43. Kínai boróka (Juniperus chinensis)
44. Kínai mamutfenyő (Metasequoia glyptostroboides)
45. Kislevelű hárs (Tilia cordata)
46. Kislevelű kacurafa (Cercidiphyllum japonicum)
47. Kocsányos tölgy (Quercus robur)
48. Kocsányos tölgy 'Fastigiata' (Quercus robur 'Fastigiata')
49. Kolorádói jegenyefenyő (Abies concolor)
50. Korai juhar (Acer platanoides)
51. Közönséges boróka (Juniperus communis)
52. Közönséges gyertyán (Carpinus betulus)
53. Közönséges júdásfa (Cercis siliquastrum)
54. Közönséges lucfenyő (Picea abies)
55. Közönséges pagodafa (Sophora japonica)
56. Közönséges platán (Platanus x hispanica)
57. Közönséges tiszafa (Taxus baccata)
58. Közönséges vadgesztenye (Aesculus hippocastanum)
59. Leyland-ciprus (x Cupressocyparis leylandii)
60. Libanoni cédrus (Cedrus libani)
61. Magas kőris (Fraxinus excelsior)
62. Magas kőris ('Pendula') (Fraxinus excelsior 'Pendula')
63. Mézalmácska (Amelanchier lamarckii)
64. Mezei juhar (Acer campestre)
65. Mézgás éger (Alnus glutinosa)
66. Nagylevelű csodamogyoró (Hamamelis virginiana)
67. Nagylevelű hárs (Tilia platyphyllos)
68. Nagytobozú sárgafenyő (Pinus jeffreyi)
69. Narancseper (Maclura pomifera)
70. Nemes körte (Pyrus communis)
71. Nevadai cirbolyafenyő (Pinus flexilis)
72. Nikkói jegenyefenyő (Abies homolepis)
73. Nutka hamisciprus (Chamaecyparis nootkatensis)
74. Nyugati ostorfa (Celtis occidentalis)
75. Nyugati tuja (Thuja occidentalis)
76. Oregoni hamisciprus (Chamaecyparis lawsoniana)
77. Óriás jegenyefenyő (Abies grandis)
78. Óriás mamutfenyő (Sequoiadendron giganteum)
79. Óriás tuja (Thuja plicata)
80. Oszlopos zöld kínai boróka (Juniperus chinensis 'Keteleeri')
81. Örökzöld puszpáng (Buxus sempervirens)
82. Páfrányfenyő (Ginkgo biloba)
83. Pennsylvaniai juhar (Acer pensylvanicum)
84. Simafenyő (Pinus strobus)
85. Szavara hamisciprus (Chamaecyparis pisifera 'Filifera')
86. Széleslevelű berkenye (Sorbus latifolia)
87. Szelídgesztenye (Castanea sativa)
88. Szerb luc (Picea omorika)
89. Sziklás-hegységi jegenyefenyő (Abies lasiocarpa var. arizonica)
90. Szívlevelű szivarfa (Catalpa bignonioides)
91. Szürke luc (Picea glauca)
92. Szúrós luc (Picea pungens)
93. Tövises lepényfa (Gleditsia triacanthos)
94. Turner-tölgy (Quercus x turneri 'Pseudoturneri')
95. Vénic-szil (Ulmus laevis)
96. Vérbükk csoport egyik tagja (Fagus sylvatica 'Atropunicea')
97. Vérbükk csoport egyik tagja (Fagus sylvatica 'Asplenifolia')
98. Virágos kőris (Fraxinus ornus)
99. Virginiai boróka (Juniperus virginiana)

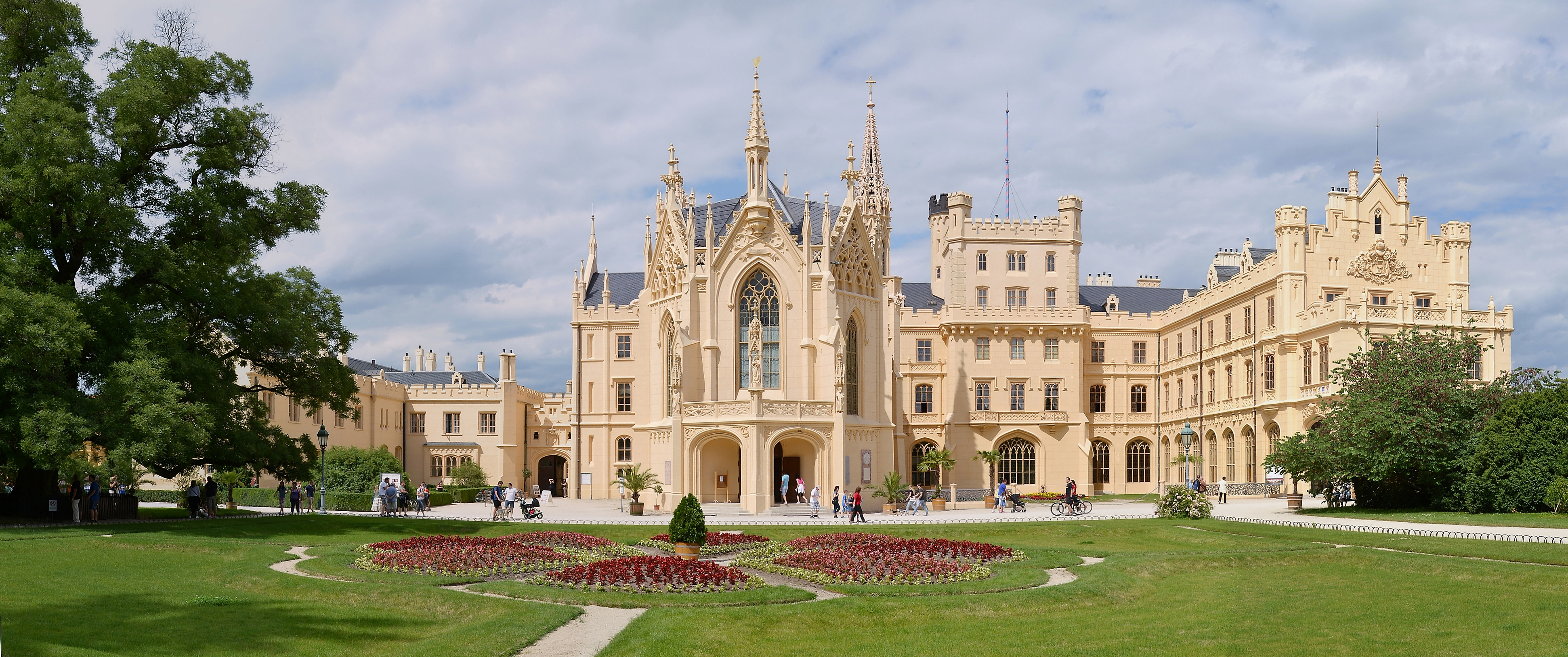
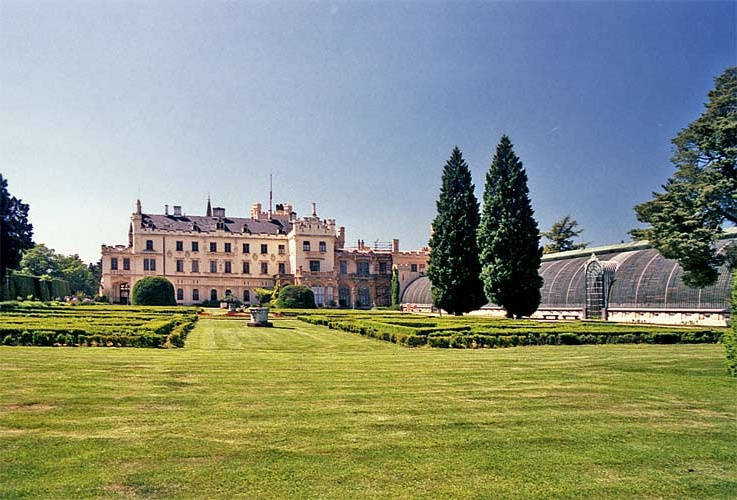
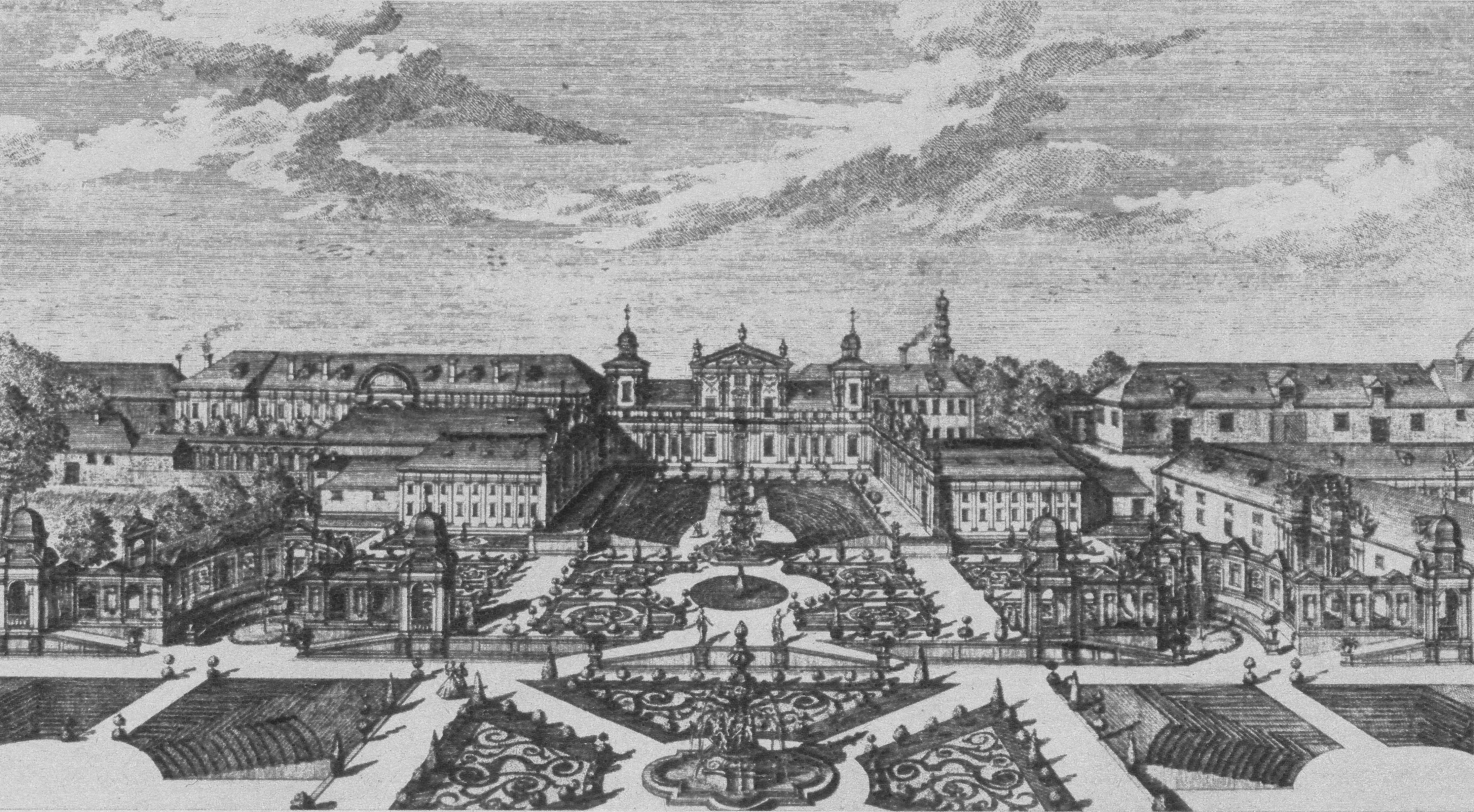

100. Vörös tölgy (Quercus rubra)